# Cantharellula humicola
Cantharellula humicola är en svampart som beskrevs av Corner 1994. Cantharellula humicola ingår i släktet Cantharellula och familjen Tricholomataceae.   Inga underarter finns listade i Catalogue of Life.